# Gafrarium dispar
Gafrarium dispar is een tweekleppigensoort uit de familie van de Veneridae. De wetenschappelijke naam van de soort is voor het eerst geldig gepubliceerd in 1802 door Holten.

Rechter klep
Linker klep